# N6-Glycinylcarbamoyladenosin
N6-Glycinylcarbamoyladenosin (g6A) ist ein seltenes Nukleosid und kommt in der tRNA vor. Es besteht aus der β-D-Ribofuranose (Zucker) und einem substituierten Adenin. Es unterscheidet sich vom Adenosin durch Hinzufügen eines über ein Carbamat verknüpften Glycins.